# Eva Marschang
Eva Marschang (* 10. April 1930 in Sânmartin (deutsch Sanktmartin, Königreich Rumänien)) ist eine ehemalige Hochschullehrerin und Literaturforscherin in Timișoara, Deutsch- und Religionslehrerin sowie Dolmetscherin und Übersetzerin in Heidelberg.

## Leben und Wirken

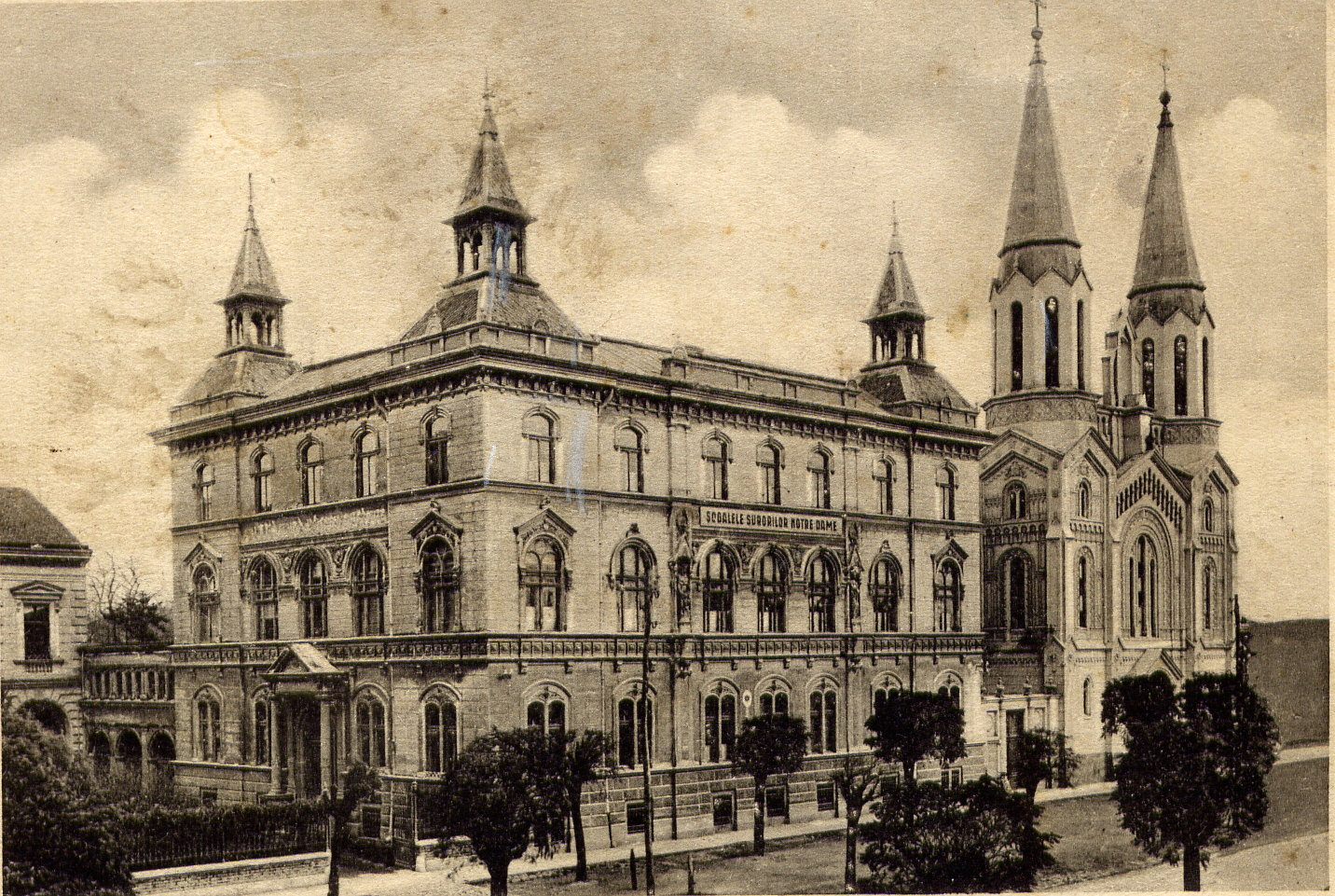
Das Deutsche Pädagogische Lyzeum im Mutterhaus der ehemaligen Notre-Dame-Klosterschule Timișoara

Eva Marschang kam in Sânmartin als Tochter des Landwirtes Anton Kugler und Rosalia geborene Possmayer zur Welt. Nach der Volksschule in der Heimatgemeinde besuchte sie ab 1941 die Klosterschule Institut der Armen Schulschwestern Notre Dame Timișoara im Stadtteil Iosefin. Nach der Schulreform von 1948 in Rumänien, die die Verstaatlichung „aller konfessionellen oder privaten Schulen“ verfügte, besuchte sie das Deutsche Pädagogische Lyzeum Timișoara, das am 1. Oktober 1948  in den Räumlichkeiten des ehemaligen Notre-Dame-Klosters gegründet wurde. Von 1950 bis 1954 studierte sie Germanistik und Rumänistik in Bukarest, wo sie 1954 das Staatsexamen ablegte. Ihre Diplomarbeit behandelte Heinrich Manns weltanschauliche Position im Spiegel der Henri-Quatre-Romane.
Schon während ihres Studiums (1950–1952) arbeitete Eva Kugler als Korrektorin bei der Bukarester deutschsprachigen Zeitung Neuer Weg, wurde jedoch 1952 aus politischen Gründen entlassen. 1953 legte sie am Linguistikinstitut das Examen zur staatlich geprüften Übersetzerin ab und war ab 1954 bei der rumänischen Presseagentur Agerpres als Übersetzerin tätig. Von 1958 bis 1959 arbeitete sie bei der deutschen Lokalzeitung Die Wahrheit in Timișoara als Korrektorin.
1959 kam Eva Marschang aufgrund einer Ausschreibung als wissenschaftliche Mitarbeiterin zum Germanistiklehrstuhl der West-Universität Timișoara. Nach der Inhaftierung von Hans Weresch, Dozent für deutsche Sprache und Literatur, übernahm sie die Vorlesungen im Fachbereich „Geschichte der deutschen Literatur von den Anfängen bis zum 19. Jahrhundert“. Bis 1976 wirkte sie als Dozentin am Germanistiklehrstuhl der Timișoaraer Universität, wo sie Vorlesungen über die Literatur der Klassik, des Barock und des Mittelalters hielt. Außer Interpretationsseminaren zu ihren Vorlesungen hielt Eva Marschang Stilistik- und Übersetzungs- sowie Grammatikseminare.
1976 übersiedelte sie mit ihrer Familie in die Bundesrepublik Deutschland, wo sie bis zu ihrer Pensionierung am Hölderlin-Gymnasium Heidelberg als Deutsch- und Religionslehrerin arbeitete. Die Weiterbildung für das Fach Religion absolvierte sie beim Erzbistum Freiburg.  In den 1980er Jahren hielt sie einen Spezialkurs zum Thema große deutsche Realisten und Surrealisten des 20. Jahrhunderts. Zudem betreute sie die Gymnasiasten mit Rumänisch als zweite Fremdsprache. Nebenbei ist sie als Dolmetscherin für Rumänisch für Ämter und Gerichte tätig.

## Publikationen (Auswahl)
- Nikolaus Lenau: Ausgewählte Gedichte. Lyrisch-epische Dichtungen,  Bukarest 1965
- Heinrich Heine: Ein neues Lied. Gedichte und Prosaschriften, Bukarest 1965
- Sturm und Drang. Jugendverlag, Bukarest 1968
- Geschichte der altdeutschen Literatur, Timișoara 1969
- Geschichte der deutschen Literatur des 17. Jahrhunderts,  Timișoara 1971
- Die deutsche Aufklärungsliteratur im 18. Jahrhundert (1700-1770),  Timișoara 1972
- Christoph Martin Wieland: Geschichte der Abderiten, Bukarest 1976
- Aufsätze und Rezensionen zu Büchern aus dem südosteuropäischen Raum für Zeitungen und Zeitschriften in Deutschland und Rumänien.

## Übersetzungen (Auswahl)
- Ștefan Iureș: Jung sind die Karpaten, Bukarest 1960
- Vasile Mănuceanu: Frühlingspalast, Bukarest 1961
- George Bălan: George Enescu, Bukarest 1965
- Tudor Vianu: Schiller, Bukarest 1967
- Piru Alexandru: Liviu Rebreanu. Leben und Werk, Jugendverlag Bukarest, 1968
- Șerban Cioculescu: Caragiale. Leben und Werk, Bukarest 1971